# Mambo No. 5 (A little bit of...)
Mambo no. 5 (A little bit of...) is een nummer van de Duitse zanger Lou Bega, afkomstig van het album A Little Bit Of Mambo uit 1999. Het nummer werd op 19 april dat jaar op single uitgebracht.

## Achtergrond
De single werd in 1999 een wereldwijde zomerhit en bereikte in veel landen de nummer 1-positie, zoals in Bega's thuisland Duitsland, Oostenrijk, Zwitserland, Scandinavië, Canada, Australië, Nieuw-Zeeland, Italië, Spanje, Griekenland, Hongarije, Tsjechië en Ierland. Ook in het Verenigd Koninkrijk werd de nummer 1-positie bereikt in de UK Singles Chart.
In Nederland was de single in week 26 van 1999 Alarmschijf op Radio 538 en werd een gigantische hit. De single stond 21 weken genoteerd in de Nederlandse Top 40 op Radio 538, waarvan vier weken op nummer 1. In de publieke hitlijst, de Mega Top 100 op Radio 3FM, stond de single zeven weken op 1 en stond maar liefst 29 weken in de lijst genoteerd.
In België stond de single 21 weken in de Vlaamse Ultratop 50,  waarvan zes weken op de nummer 1-positie. In de Vlaamse Radio 2 Top 30 en in Wallonië werd eveneens de nummer 1-positie behaald.
De single was in Nederland de bestverkochte single van 1999. Voor deze single kreeg Lou Bega later een Grammy-nominatie.

## Nummer info
De hit is een cover van het bekende mambo-nummer Mambo no. 5 uit 1952 van de Cubaanse componist Pérez Prado. Samen met zijn producers Frank Lio (Achim Kleist) D. Fact (Wolfgang von Webenau) en Zippy, voegde Bega tekst en nieuwe elektronische beats en geluiden aan het oude instrumentale nummer toe.

## Inhoud
De tekst heeft niet veel diepgang en gaat globaal over het versieren van veel vrouwen. Zo zou Bega in het lied wel iets willen doen met Angela, Pamela, Monica, Erica, Rita, Tina, Sandra, Mary en Jessica. Hiernaast bestaat het tweede couplet uit aanwijzingen voor een dans. De videoclip bestaat uit Lou Bega en danseressen die voor een scherm dansen. Dit wordt afgewisseld met filmfragmenten uit omstreeks de jaren 1920 met daarin dansende en trompet-spelende mensen.

## Parodie
Door Ome Henk is een parodie op dit nummer gemaakt, getiteld Mambo nummer 6. Hij scoorde hier een hit mee in Nederland in augustus 1999 (9e positie in de Mega Top 100, 17e positie in de Nederlandse Top 40).

## Hitnoteringen

### Nederlandse Top 40
| Mambo no. 5 (A little bit of...) in de Nederlandse Top 40 | Mambo no. 5 (A little bit of...) in de Nederlandse Top 40 | Mambo no. 5 (A little bit of...) in de Nederlandse Top 40 | Mambo no. 5 (A little bit of...) in de Nederlandse Top 40 | Mambo no. 5 (A little bit of...) in de Nederlandse Top 40 | Mambo no. 5 (A little bit of...) in de Nederlandse Top 40 | Mambo no. 5 (A little bit of...) in de Nederlandse Top 40 | Mambo no. 5 (A little bit of...) in de Nederlandse Top 40 | Mambo no. 5 (A little bit of...) in de Nederlandse Top 40 | Mambo no. 5 (A little bit of...) in de Nederlandse Top 40 | Mambo no. 5 (A little bit of...) in de Nederlandse Top 40 | Mambo no. 5 (A little bit of...) in de Nederlandse Top 40 | Mambo no. 5 (A little bit of...) in de Nederlandse Top 40 | Mambo no. 5 (A little bit of...) in de Nederlandse Top 40 | Mambo no. 5 (A little bit of...) in de Nederlandse Top 40 | Mambo no. 5 (A little bit of...) in de Nederlandse Top 40 | Mambo no. 5 (A little bit of...) in de Nederlandse Top 40 | Mambo no. 5 (A little bit of...) in de Nederlandse Top 40 | Mambo no. 5 (A little bit of...) in de Nederlandse Top 40 | Mambo no. 5 (A little bit of...) in de Nederlandse Top 40 | Mambo no. 5 (A little bit of...) in de Nederlandse Top 40 | Mambo no. 5 (A little bit of...) in de Nederlandse Top 40 | Mambo no. 5 (A little bit of...) in de Nederlandse Top 40 |
| Week                                                      | 01                                                        | 02                                                        | 03                                                        | 04                                                        | 05                                                        | 06                                                        | 07                                                        | 08                                                        | 09                                                        | 10                                                        | 11                                                        | 12                                                        | 13                                                        | 14                                                        | 15                                                        | 16                                                        | 17                                                        | 18                                                        | 19                                                        | 20                                                        | 21                                                        | 22                                                        |
| --------------------------------------------------------- | --------------------------------------------------------- | --------------------------------------------------------- | --------------------------------------------------------- | --------------------------------------------------------- | --------------------------------------------------------- | --------------------------------------------------------- | --------------------------------------------------------- | --------------------------------------------------------- | --------------------------------------------------------- | --------------------------------------------------------- | --------------------------------------------------------- | --------------------------------------------------------- | --------------------------------------------------------- | --------------------------------------------------------- | --------------------------------------------------------- | --------------------------------------------------------- | --------------------------------------------------------- | --------------------------------------------------------- | --------------------------------------------------------- | --------------------------------------------------------- | --------------------------------------------------------- | --------------------------------------------------------- |
| Nummer                                                    | 12                                                        | 6                                                         | 3                                                         | 1                                                         | 1                                                         | 1                                                         | 1                                                         | 2                                                         | 2                                                         | 2                                                         | 2                                                         | 3                                                         | 4                                                         | 8                                                         | 12                                                        | 17                                                        | 20                                                        | 26                                                        | 30                                                        | 37                                                        | 38                                                        | uit                                                       |

### Mega Top 100
| Mambo no. 5 (A little bit of...) in de Mega Top 100 | Mambo no. 5 (A little bit of...) in de Mega Top 100 | Mambo no. 5 (A little bit of...) in de Mega Top 100 | Mambo no. 5 (A little bit of...) in de Mega Top 100 | Mambo no. 5 (A little bit of...) in de Mega Top 100 | Mambo no. 5 (A little bit of...) in de Mega Top 100 | Mambo no. 5 (A little bit of...) in de Mega Top 100 | Mambo no. 5 (A little bit of...) in de Mega Top 100 | Mambo no. 5 (A little bit of...) in de Mega Top 100 | Mambo no. 5 (A little bit of...) in de Mega Top 100 | Mambo no. 5 (A little bit of...) in de Mega Top 100 | Mambo no. 5 (A little bit of...) in de Mega Top 100 | Mambo no. 5 (A little bit of...) in de Mega Top 100 | Mambo no. 5 (A little bit of...) in de Mega Top 100 | Mambo no. 5 (A little bit of...) in de Mega Top 100 | Mambo no. 5 (A little bit of...) in de Mega Top 100 | Mambo no. 5 (A little bit of...) in de Mega Top 100 | Mambo no. 5 (A little bit of...) in de Mega Top 100 | Mambo no. 5 (A little bit of...) in de Mega Top 100 | Mambo no. 5 (A little bit of...) in de Mega Top 100 | Mambo no. 5 (A little bit of...) in de Mega Top 100 | Mambo no. 5 (A little bit of...) in de Mega Top 100 | Mambo no. 5 (A little bit of...) in de Mega Top 100 | Mambo no. 5 (A little bit of...) in de Mega Top 100 | Mambo no. 5 (A little bit of...) in de Mega Top 100 | Mambo no. 5 (A little bit of...) in de Mega Top 100 | Mambo no. 5 (A little bit of...) in de Mega Top 100 | Mambo no. 5 (A little bit of...) in de Mega Top 100 | Mambo no. 5 (A little bit of...) in de Mega Top 100 | Mambo no. 5 (A little bit of...) in de Mega Top 100 | Mambo no. 5 (A little bit of...) in de Mega Top 100 |
| Week                                                | 01                                                  | 02                                                  | 03                                                  | 04                                                  | 05                                                  | 06                                                  | 07                                                  | 08                                                  | 09                                                  | 10                                                  | 11                                                  | 12                                                  | 13                                                  | 14                                                  | 15                                                  | 16                                                  | 17                                                  | 18                                                  | 19                                                  | 20                                                  | 21                                                  | 22                                                  | 23                                                  | 24                                                  | 25                                                  | 26                                                  | 27                                                  | 28                                                  | 29                                                  |                                                     |
| --------------------------------------------------- | --------------------------------------------------- | --------------------------------------------------- | --------------------------------------------------- | --------------------------------------------------- | --------------------------------------------------- | --------------------------------------------------- | --------------------------------------------------- | --------------------------------------------------- | --------------------------------------------------- | --------------------------------------------------- | --------------------------------------------------- | --------------------------------------------------- | --------------------------------------------------- | --------------------------------------------------- | --------------------------------------------------- | --------------------------------------------------- | --------------------------------------------------- | --------------------------------------------------- | --------------------------------------------------- | --------------------------------------------------- | --------------------------------------------------- | --------------------------------------------------- | --------------------------------------------------- | --------------------------------------------------- | --------------------------------------------------- | --------------------------------------------------- | --------------------------------------------------- | --------------------------------------------------- | --------------------------------------------------- | --------------------------------------------------- |
| Nummer                                              | 87                                                  | 39                                                  | 15                                                  | 5                                                   | 1                                                   | 1                                                   | 1                                                   | 1                                                   | 1                                                   | 1                                                   | 1                                                   | 2                                                   | 3                                                   | 3                                                   | 3                                                   | 5                                                   | 9                                                   | 12                                                  | 15                                                  | 20                                                  | 27                                                  | 34                                                  | 35                                                  | 42                                                  | 42                                                  | 46                                                  | 60                                                  | 71                                                  | 75                                                  | uit                                                 |

### Vlaamse Ultratop 50
| Nummer | 42 | 29 | 10 | 5 | 1 | 1 | 1 | 1 | 1 | 1 | 2 | 2 | 2 | 4 | 6 | 8 | 17 | 23 | 34 | 39 | 47 | uit |